# Orehovica
Orehovica (maďarsky Drávadiós) je vesnice a správní středisko stejnojmenné opčiny v Chorvatsku v Mezimuřské župě. Nachází se asi 10 km jihozápadně od Čakovce. V roce 2011 žilo v Orehovici 1 669 obyvatel, v celé opčině pak 2 685 obyvatel.

## Znak a vlajka
Ve znaku Orehovice je vyobrazen vlašský ořech na bílém pozadí. Znak má černý okraj. Vlajka obsahuje znak na modrém pozadí s doplněným žlutým okrajem, který v samotném znaku není.

## Administrativní dělení
Součástí opčiny jsou tři samostatné vesnice. Dále se zde nacházejí osady Celje, Mačkovec a Romsko naselje Orehovica.
- Orehovica – 1 669 obyvatel
- Podbrest – 618 obyvatel
- Vularija – 398 obyvatel

## Obyvatelstvo
Většinu obyvatel (80,74 %) tvoří Chorvati. V Orehovici (ale nikoliv v ostatních vesnicích v opčině) rovněž žije výrazná romská menšina; celkem 491 Romů tvořících 18,29 % obyvatelstva žije zejména v romské osadě jihozápadně od vesnice. Dále zde žijí čtyři Srbové, dva Italové, dva Rusové, jeden Bosňák a jeden Valach. Národnost třinácti lidí je neznámá.
Naprostá většina obyvatel (97,39 %) vyznává římskokatolické křesťanství. Sedm lidí vyznává pravoslavné křesťanství, dva lidé jsou protestanti a tři lidé vyznávají islám.

## Geografie
Opčinou procházejí župní silnice Ž2022, Ž2038 a Ž2055. Těsně na východ od Orehovice prochází dálnice A4, jižně protéká řeka Dráva. Nachází se zde kostel Matky Boží Fatimské.